# Erik Sorga
Erik Sorga (Tallinn, 8 de julho de 1999) é um futebolista estoniano que atua como atacante. Atualmente joga pelo D.C. United.

## Carreira
Sorga profissionalizou-se no Flora Tallinn, onde atuou nos times Sub-19 (1 jogo em 2016), Sub-21 (61 jogos e 47 gols) e principal (71 partidas e 41 gols), vencendo a Meistriliiga em 2017 e 2019 - nesta última, foi o artilheiro com 31 gols; Konstantin Vassiljev e Herol Riiberg, companheiros do atacante nos Kaktused e vice-artilheiros do time, fizeram, juntos, 24 gols.
Em janeiro de 2020, assinou com o Loudoun United, equipe reserva do D.C. United, por 500 mil dólares. Um mês depois, foi promovido ao elenco principal. A estreia de Sorga pelo D.C. foi contra o Inter Miami.

## Seleção nacional
Com passagens pelas seleções de base da Estônia, o atacante fez sua primeira partida pelo time principal dos Sinisärgid na derrota por 2–1 para a Irlanda do Norte pelas eliminatórias da Eurocopa de 2020.

## Títulos
Flora Tallinn
- Meistriliiga: 2 (2017 e 2019)

### Individuais
- Artilheiro da Meistriliiga de 2019 com 31 gols